# Аматенанго-де-ла-Фронтера
Аматенанго-де-ла-Фронтера (исп. Amatenango de la Frontera) — посёлок в Мексике, штат Чьяпас, входит в состав одноимённого муниципалитета и является его административным центром. Численность населения, по данным переписи 2020 года, составила 773 человека.

## Общие сведения
Название посёлка составное: Amatenango с языка науатль можно перевести как — огороженная деревня, а Frontera с испанского — граница, пограничье.
Поселение было основано в середине XVII века в Гватемале, но 19 июля 1884 года согласно договору о границах между Мексикой и Гватемалой, становится частью мексиканского штата Чьяпас.
15 января 1892 года к названию Amatenango добавляется Frontera, чтобы внести различие с Аматенанго-дель-Валье.